# Ontur
Ontur község Spanyolországban, Albacete tartományban. Lakosainak száma 1890 fő (2024).

## Földrajza
Ontur Albatana, Tobarra, Fuente-Álamo és Jumilla községekkel határos.

## Népesség
A település lakosságának változását az alábbi diagram mutatja:
| Lakosok száma | 2465 | 2418 | 2426 | 2349 | 2281 | 2169 | 2111 | 1987 | 1963 | 1890 |
|               | 2001 | 2004 | 2006 | 2009 | 2011 | 2014 | 2016 | 2019 | 2021 | 2024 |